# Podoaceae
Podoaceae is een botanische naam, voor een familie van tweezaadlobbige planten. Een familie onder deze naam wordt zo af en toe erkend door systemen voor plantentaxonomie, zoals door het Dahlgrensysteem en Revealsysteem. Indien erkend zal het om een heel kleine familie gaan, in Zuidoost Azië.
In de regel worden de betreffende planten ingedeeld in de familie Anacardiaceae.